# São Vicente (Portogallo)
São Vicente (sɐ̃ũ vi'sẽt(ɨ)) è un comune portoghese di 6 198 abitanti situato nella regione autonoma di Madera.

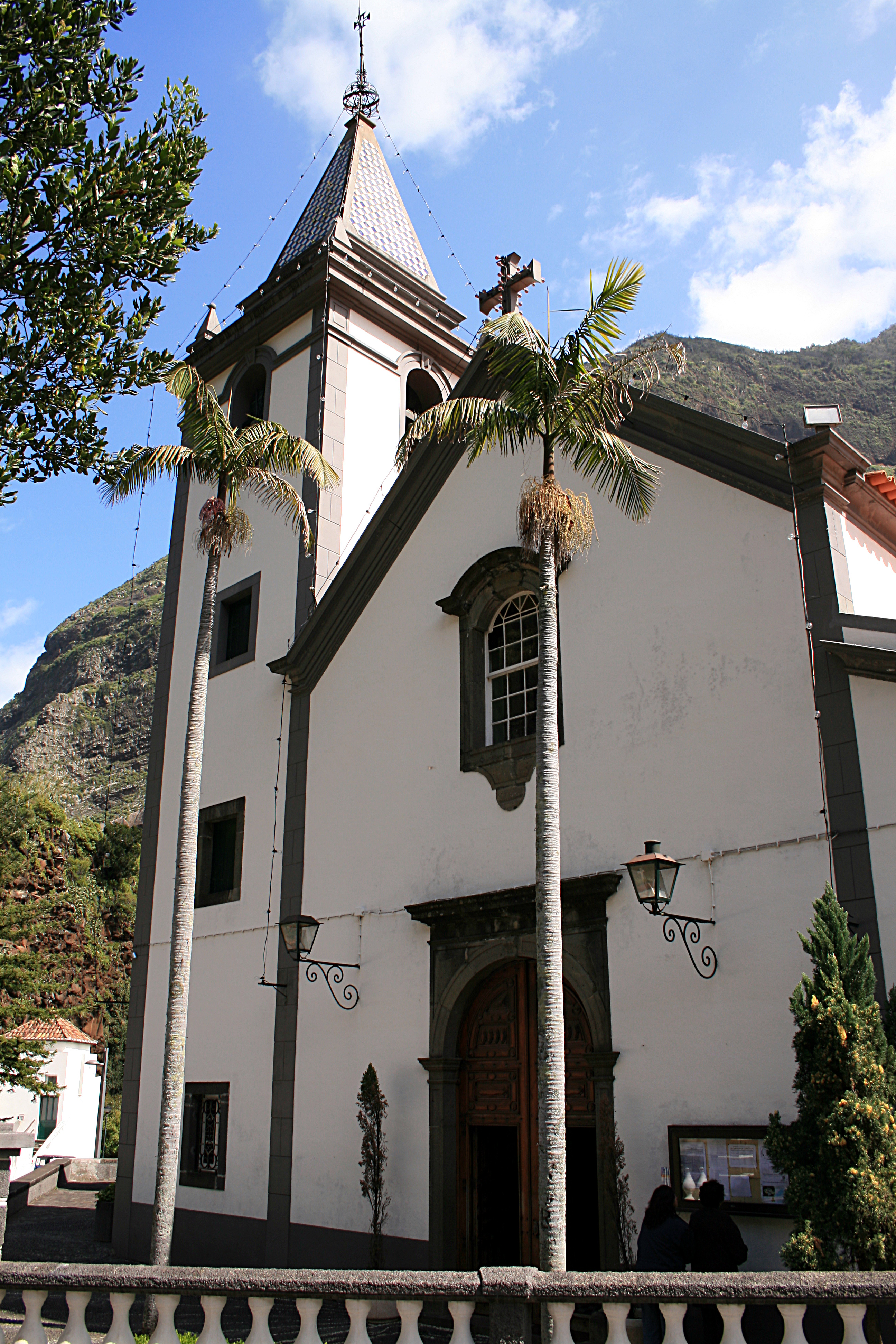
Chiesa

## Società

### Evoluzione demografica
| Popolazione di São Vicente (1849 – 2004) | Popolazione di São Vicente (1849 – 2004) | Popolazione di São Vicente (1849 – 2004) | Popolazione di São Vicente (1849 – 2004) | Popolazione di São Vicente (1849 – 2004) | Popolazione di São Vicente (1849 – 2004) | Popolazione di São Vicente (1849 – 2004) | Popolazione di São Vicente (1849 – 2004) | Popolazione di São Vicente (1849 – 2004) |
| ---------------------------------------- | ---------------------------------------- | ---------------------------------------- | ---------------------------------------- | ---------------------------------------- | ---------------------------------------- | ---------------------------------------- | ---------------------------------------- | ---------------------------------------- |
| 1849                                     | 1900                                     | 1930                                     | 1960                                     | 1981                                     | 1991                                     | 2001                                     | 2004                                     |                                          |
| 11454                                    | 8104                                     | 9684                                     | 11603                                    | 8501                                     | 7695                                     | 6198                                     | 6063                                     |                                          |

## Freguesias
- Boaventura
- Ponta Delgada
- São Vicente